# 足利义维
足利義維（1509年—1573年11月2日），曾改名為義賢、義維、義冬，室町幕府11代將軍足利義澄次子、10代將軍足利義稙之養子、14代將軍足利義榮之父，堺公方和平岛公方。母為斯波氏。法名為慶林院實山道詮。
在阿波國守護細川之持庇護下成長。大永七年（1527年），桂川之戰時三好元長與細川晴元擁立義維在和泉堺港元服，敘位和任官。（從此義維便有「堺公方」的稱號）。及後打敗了擁立12代將軍足利義晴的細川高國及將義晴放逐至近江國。享祿五年（1532年），三好元長被細川晴元害死，義維避到阿波國天龍寺的莊園平島莊。 
永祿八年五月十九日（1565年6月17日），松永久秀與三好三人眾發動政變刺殺第13代將軍足利義輝（永祿之變），隨後久秀擁立義維嫡子義榮為第14代幕府將軍。織田信長卻擁立義輝之弟足利義昭與之對抗，兩軍大戰於攝津國，最终以義榮病死終結，義維再度於阿波過其隱蔽的日子渡過餘生。天正元年十月八日（1573年11月2日），義維在阿波平島逝世。